# داست (شخصية)
داست (اسمها الحقيقي ثريا قادر ) هي شخصية خيالية في مارفل كومكس.ظهرت الشخصية لأول مرة في ديسمبر 2002.